# Arnarfell hið mikla
Arnarfell hið mikla är ett berg i republiken Island. Det ligger i regionen Suðurland, 170 km öster om huvudstaden Reykjavík. Toppen på Arnarfell hið mikla är 1 137 meter över havet.
Trakten runt Arnarfell hið mikla är nära nog obefolkad, med mindre än två invånare per kvadratkilometer. Det finns inga samhällen i närheten. Trakten runt Arnarfell hið mikla består i huvudsak av gräsmarker.